# Benais
Benais est une commune française située dans le département d'Indre-et-Loire, en région Centre-Val de Loire.

## Géographie

### Localisation
La commune est située dans la Touraine angevine, anciennement province d'Anjou jusqu'à la Révolution française.
| Gizeux    | Continvoir |          |
| Bourgueil | Benais     | Restigné |
| Bourgueil | Restigné   | Restigné |

### Hydrographie

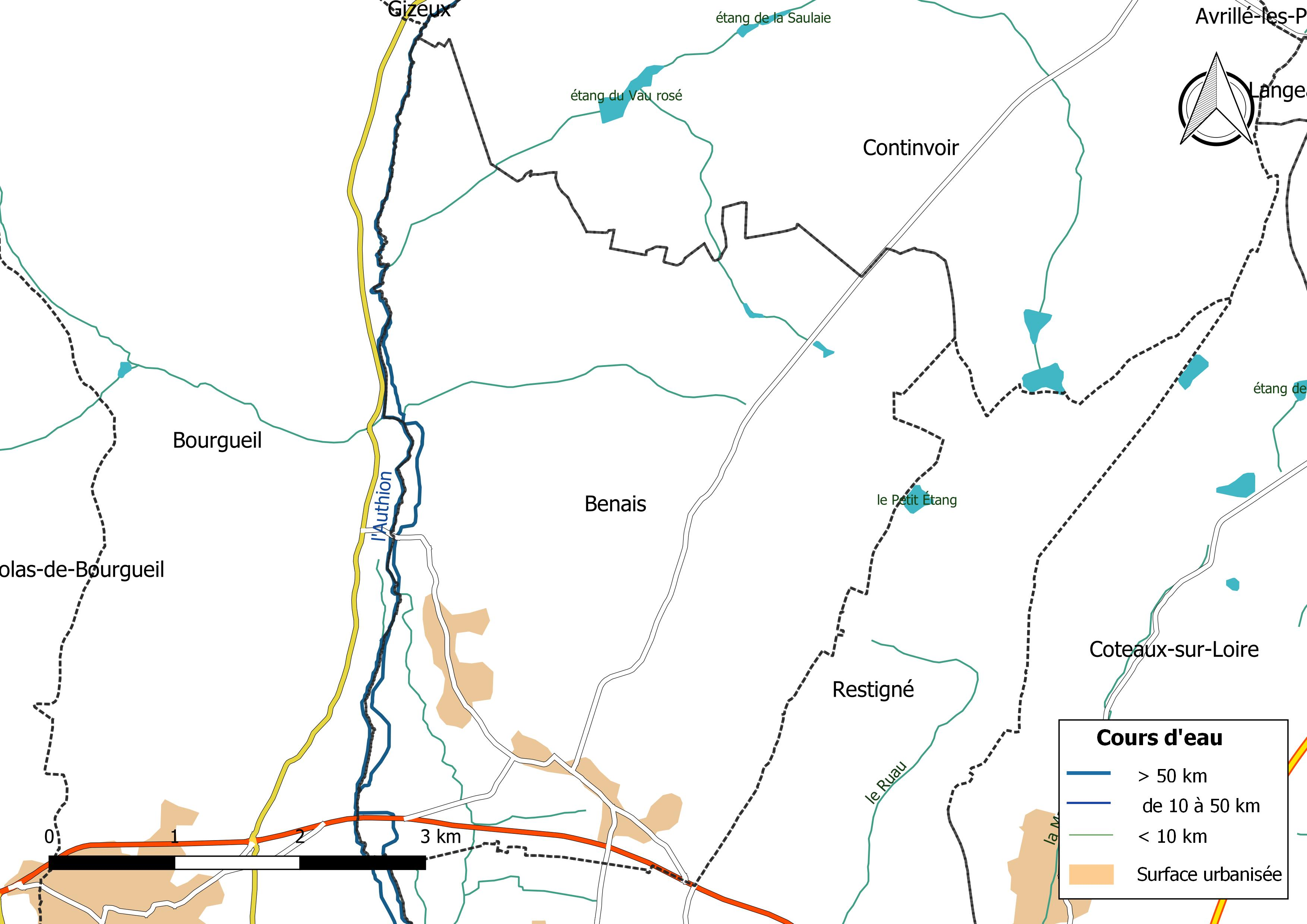
Réseau hydrographique de Benais.

Le réseau hydrographique communal, d'une longueur totale de 13,89 km, comprend un cours d'eau notable, l'Authion (1,458 km), et cinq petits cours d'eau pour certains temporaires,.
L'Authion, d'une longueur totale de 99,8 km, prend sa source à 86 m d'altitude près de Bourgueil, à Hommes, à la fontaine de la Favrie. et se jette  dans la Loire près d'Angers à Sainte-Gemmes-sur-Loire, à 15 m d'altitude, après avoir traversé 29 communes.
Sur le plan piscicole, l'Authion est classé en deuxième catégorie piscicole. Le groupe biologique dominant est constitué essentiellement de poissons blancs (cyprinidés) et de carnassiers (brochet, sandre et perche).
Trois zones humides ont été répertoriées sur la commune par la direction départementale des territoires (DDT) et le conseil départemental d'Indre-et-Loire : « la vallée du Changeon du Moulin Foulon au Moulin Boutard », « l'étang des Landes de Benais » et « les landes humides de la Pataudière »,.

### Climat
Pour des articles plus généraux, voir Climat du Centre-Val de Loire et Climat d'Indre-et-Loire.
En 2010, le climat de la commune est de type climat océanique altéré, selon une étude du CNRS s'appuyant sur une série de données couvrant la période 1971-2000. En 2020, Météo-France publie une typologie des climats de la France métropolitaine dans laquelle la commune est exposée à un climat océanique et est dans la région climatique Moyenne vallée de la Loire, caractérisée par une bonne insolation (1 850 h/an) et un été peu pluvieux.
Pour la période 1971-2000, la température annuelle moyenne est de 12,6 °C, avec une amplitude thermique annuelle de 14,8 °C. Le cumul annuel moyen de précipitations est de 672 mm, avec 11 jours de précipitations en janvier et 6,4 jours en juillet. Pour la période 1991-2020, la température moyenne annuelle observée sur la station météorologique de Météo-France la plus proche, sur la commune de Saint-Nicolas-de-Bourgueil à 7 km à vol d'oiseau, est de 12,5 °C et le cumul annuel moyen de précipitations est de 612,8 mm,. Pour l'avenir, les paramètres climatiques de la commune estimés pour 2050 selon différents scénarios d'émission de gaz à effet de serre sont consultables sur un site dédié publié par Météo-France en novembre 2022.

## Urbanisme

### Typologie
Au 1er janvier 2024, Benais est catégorisée commune rurale à habitat dispersé, selon la nouvelle grille communale de densité à sept niveaux définie par l'Insee en 2022.
Elle appartient à l'unité urbaine de Bourgueil, une agglomération intra-départementale regroupant trois  communes, dont elle est une commune de la banlieue,,. La commune est en outre hors attraction des villes,.

### Occupation des sols
L'occupation des sols de la commune, telle qu'elle ressort de la base de données européenne d’occupation biophysique des sols Corine Land Cover (CLC), est marquée par l'importance des forêts et milieux semi-naturels (56,8 % en 2018), en diminution par rapport à 1990 (58,1 %). La répartition détaillée en 2018 est la suivante : 
forêts (56,8 %), zones agricoles hétérogènes (16,7 %), cultures permanentes (15 %), prairies (5,9 %), zones urbanisées (4,2 %), terres arables (1,4 %). L'évolution de l’occupation des sols de la commune et de ses infrastructures peut être observée sur les différentes représentations cartographiques du territoire : la carte de Cassini (XVIIIe siècle), la carte d'état-major (1820-1866) et les cartes ou photos aériennes de l'IGN pour la période actuelle (1950 à aujourd'hui).

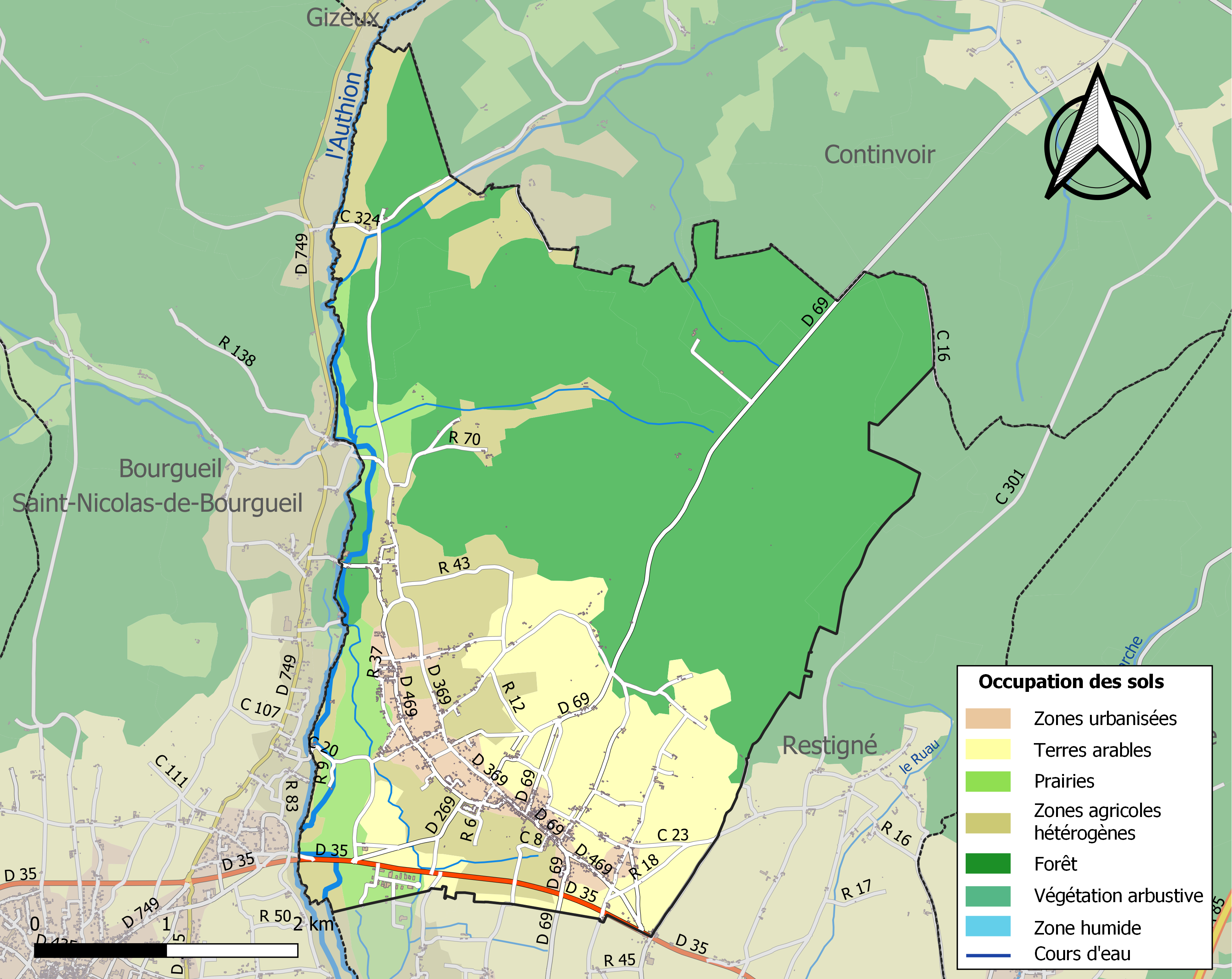
Carte des infrastructures et de l'occupation des sols de la commune en 2018 (CLC).

### Risques majeurs
Le territoire de la commune de Benais est vulnérable à différents aléas naturels : météorologiques (tempête, orage, neige, grand froid, canicule ou sécheresse), feux de forêts et séisme (sismicité faible). Il est également exposé à deux risques technologiques, la rupture d'un barrage et le risque nucléaire. Un site publié par le BRGM permet d'évaluer simplement et rapidement les risques d'un bien localisé soit par son adresse soit par le numéro de sa parcelle.

#### Risques naturels
Pour anticiper une remontée des risques de feux de forêt et de végétation vers le nord de la France en lien avec le dérèglement climatique, les services de l’État en région Centre-Val de Loire (DREAL, DRAAF, DDT) avec les SDIS ont réalisé en 2021 un atlas régional du risque de feux de forêt, permettant d’améliorer la connaissance sur les massifs les plus exposés. La commune, étant pour partie dans le massif de Bourgueil, est classée au niveau de risque 1, sur une échelle qui en comporte quatre (1 étant le niveau maximal).

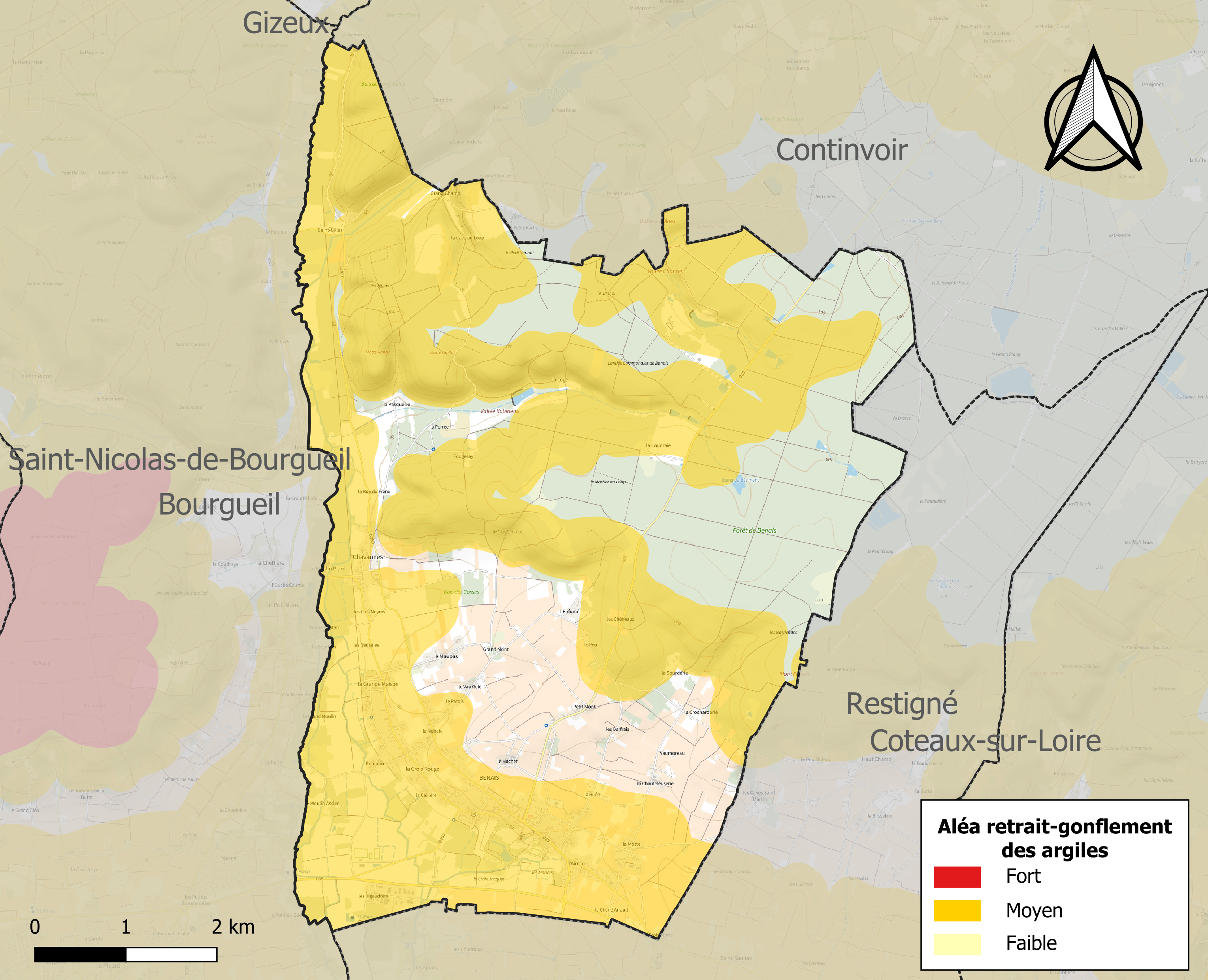
Carte des zones d'aléa retrait-gonflement des sols argileux de Benais.

Le retrait-gonflement des sols argileux est susceptible d'engendrer des dommages importants aux bâtiments en cas d’alternance de périodes de sécheresse et de pluie. 67 % de la superficie communale est en aléa moyen ou fort (90,2 % au niveau départemental et 48,5 % au niveau national). Sur les 519 bâtiments dénombrés sur la commune en 2019, 450 sont en aléa moyen ou fort, soit 87 %, à comparer aux 91 % au niveau départemental et 54 % au niveau national. Une cartographie de l'exposition du territoire national au retrait gonflement des sols argileux est disponible sur le site du BRGM,.
Concernant les mouvements de terrains, la commune a été reconnue en état de catastrophe naturelle au titre des dommages causés par des mouvements de terrain en 1999.

#### Risques technologiques
Une partie du territoire de la commune est en outre située en aval d'une digue. À ce titre elle est susceptible d’être touchée par l’onde de submersion consécutive à la rupture de cet ouvrage.
En cas d’accident grave, certaines installations nucléaires sont susceptibles de rejeter dans l’atmosphère de l’iode radioactif. La commune étant située dans le périmètre immédiat de 5 km autour de la centrale nucléaire de Chinon, elle est exposée au risque nucléaire. À ce titre les habitants de la commune ont bénéficié, à titre préventif, d'une distribution de comprimés d’iode stable dont l’ingestion avant rejet radioactif permet de pallier les effets sur la thyroïde d’une exposition à de l’iode radioactif. En cas d'incident ou d'accident nucléaire, des consignes de confinement ou d'évacuation peuvent être données et les habitants peuvent être amenés à ingérer, sur ordre du préfet, les comprimés en leur possession.

## Toponymie
Benais serait issu du gentilé gallo-romain Benaciusqui dérive du gaulois Benos.

## Histoire
Partie intégrante de la province d'Anjou et de son histoire, Benais et la région de Bourgueil (y compris le domaine du château de Gizeux et jusqu'à Château-la-Vallière) fut rattachée en 1790 au tout nouveau département d'Indre-et-Loire.
Le premier seigneur connu est Robert, chanoine d'Angers, cité en 1255. Depuis la seconde moitié du XIIIe siècle au moins, Benais, châtellenie relevant à foi et hommage-lige du château de Chinon,, appartenait à la Maison de B(e)auçay-en-Loudunais (à Mouterre-Silly et La Mothe) (Hugues le Grand, croisé en 1248, † vers 1270/1280), qui acquit aussi Champigny. Au début du XIVe siècle, Eustach(i)e de Beauçay, fille de Hardouin Ier de Beauçay (petit-fils d'Hugues) et veuve de Guillaume d'Usages, vidame du Mans (marié en 1303), transmit Benais à son deuxième mari, André de Montmorency-Laval, sire de Loué et de Châtillon, épousé vers 1311.
Les Montmorency-Laval-Loué se succèdent alors à Benais tout au long des XIVe, XVe et XVIe siècles : le fils d'André et d'Eustache, Guy Ier ; ses fils Jean et Thibault Ier, deux seigneurs de Brée ; le fils de ce dernier, Guy II, sire de la Faigne et Montsabert ; son fils Pierre de Laval, sire de Bressuire et Lezay ; son fils Gilles Ier, héritier des Maillé par sa femme Françoise de Maillé (avec Maillé et Rochecorbon), épousée vers 1500 ; Gilles II, leur fils ; ses fils René († 1562) et Jean († 1578 ; 1er comte de Maillé en 1572) ; le fils de ce dernier, Guy III, † sans postérité à la bataille d'Ivry en 1590 en combattant pour le roi Henri IV.
- La femme de Guy III, Marguerite († 1614), fille du chancelier Philippe Hurault de Cheverny, cède le 26 novembre 1611 le comté de Maillé (érigé en 1572 avec Maillé, Benais et Rochecorbon) aux du Bellay (de la branche de Gizeux, Thouarcé, Yvetot, représentée alors par Martin III, prince d'Yvetot (1571-1637), qui descendait du mariage vers 1496/1498 entre René Ier du Bellay et Marquise/Marguerite de Laval, fille de Pierre et sœur de Gilles de Laval ci-dessus, mais aussi des Maillé par le mariage de Louis du Bellay († v. 1522) avec Marguerite de Maillé de La Tour-Landry)[32].

En 1619, le comté de Maillé est acquis par le connétable Charles d'Albert de Luynes (1576-1621), et transformé en duché-pairie de Luynes.
Mais Benais conserve ses seigneurs particuliers :
- Charles du Bellay, prince d'Yvetot (1599-† en 1661 sans postérité), fils cadet du prince Martin III ci-dessus ; Ses héritiers, issus de sa cousine germaine Marie Babou, femme de Charles-Saladin de Savigny d’Anglure d’Etoges, cèdent à leur cousin éloigné Louis du Bellay de la Pallu, petit-fils d'Eustache (II) du Bellay de Commequiers (qui était l'oncle de Martin III, et comme lui un descendant de Pierre de Laval-Loué ci-dessus)[32] ; Charles du Bellay de la Pallu († 1717), fils de Louis, succède (la 2e fille de Charles et de sa femme Catherine-Renée de Jaucourt de Villarnoult , Catherine-Félicité du Bellay de la Pallu (1707-1727), marie en 1722 Anne-Auguste de Montmorency (1679-1745), prince de Robecq et marquis de Morbecque : nous les retrouverons plus bas) ;
- Cession en 1670 à Louis de La Grange-Trianon († 1706 ; président au Parlement ; aussi sgr. de Marcouville et de Nandy), père de Louis-Armand de La Grange-Trianon (sgr. de Benais en 1682, hommage en 1688 ; † prédécédé en 1702 ; membre du Grand-Conseil ; cousin issu de germain d'Anne)[33],[34] ; Puis retour (par réméré ?) aux (du Bellay)-Montmorency de Robech, Anne-Auguste ci-dessus, suivi de son fils aîné Anne-Louis-Alexandre de Montmorency (1724-1812) ; Selon Carré de Busserolle, en 1789 au début de la Révolution, le seigneur de Benais était un certain N. Germain, écuyer.

En 1343, le sel devient un monopole d'État par une ordonnance du roi Philippe VI de Valois, qui institue la gabelle, la taxe sur le sel. L'Anjou fait partie des pays de « grande gabelle » et comprend seize tribunaux spéciaux ou « greniers à sel », dont celui de Bourgueil.
Le 24 mai 1589, Duplessis-Mornay gouverneur de Saumur (1589-1621) ne commande pas seulement la ville de Saumur, il prend la tête d'un gouvernement spécial qui est détaché de l'Anjou. Cette sénéchaussée de Saumur, englobe au nord de la Loire le pays de Bourgueil. À la fin du XVIIe siècle et au début du XVIIIe siècle, une série d'attaques sur des enfants et des jeunes gens (une vingtaine de victimes) sont attribuées à la bête de Benais ; il s'agissait peut-être d'un couple de loups.
Benais et le pays bourgueillois (s'étendant jusqu'à Ingrandes vers l'est et jusqu'au château de Gizeux au nord) dépendront de la sénéchaussée de Saumur jusqu'à la Révolution française.
À la fin de l'année 2011, la ville est médiatisée à la suite d'une enquête sur une possible escroquerie basée sur une chaîne de Ponzi.

## Politique et administration

### Liste des maires
| Période                                  | Période   | Identité           | Étiquette | Qualité               |
| ---------------------------------------- | --------- | ------------------ | --------- | --------------------- |
| 1920                                     | 1965      | Maurice Lemesle    | Inconnu   |                       |
| 1965                                     | 1983      | Réné Ploquin       | Inconnu   |                       |
| 1983                                     | mars 2001 | Monique Caslot     | Inconnu   |                       |
| mars 2001                                | mars 2008 | Roger Le Coz       | DVD       |                       |
| mars 2008                                | En cours  | Stéphanie Riocreux | PS        | Sénatrice depuis 2015 |
| Les données manquantes sont à compléter. |           |                    |           |                       |

### Tendances politiques et résultats
| Scrutin             | Scrutin             | 1er tour | 1er tour  | 1er tour | 1er tour | 1er tour  | 1er tour | 1er tour | 1er tour  | 1er tour | 1er tour | 1er tour | 1er tour | 2d tour | 2d tour | 2d tour | 2d tour | 2d tour | 2d tour |
| Scrutin             | Scrutin             | 1er      | 1er       | %        | 2e       | 2e        | %        | 3e       | 3e        | %        | 4e       | 4e       | %        | 1er     | 1er     | %       | 2e      | 2e      | %       |
| ------------------- | ------------------- | -------- | --------- | -------- | -------- | --------- | -------- | -------- | --------- | -------- | -------- | -------- | -------- | ------- | ------- | ------- | ------- | ------- | ------- |
| Présidentielle 2017 | Présidentielle 2017 |          | FN        | 23,27    |          | EM        | 22,47    |          | LFI       | 21,99    |          | LR       | 16,21    |         | EM      | 61,55   |         | FN      | 38,45   |
| Présidentielle 2022 | Présidentielle 2022 |          | LREM      | 29,24    |          | RN        | 27,39    |          | LFI       | 14,79    |          | REC      | 8,07     |         | LREM    | 52,86   |         | RN      | 47,14   |
| Législatives 2022   | 5e                  |          | MoDem-Ens | 29,84    |          | RN        | 24,87    |          | PCF-Nupes | 20,42    |          | LR       | 8,90     |         | MoDem   | 52,96   |         | RN      | 47,04   |
| Législatives 2024   | 5e                  |          | RN        | 39,96    |          | MoDem-Ens | 28,75    |          | PCF-NFP   | 21,16    |          | LR       | 7,59     |         | MoDem   | 55,60   |         | RN      | 44,40   |

## Population et société

### Démographie
L'évolution du nombre d'habitants est connue à travers les recensements de la population effectués dans la commune depuis 1793. Pour les communes de moins de 10 000 habitants, une enquête de recensement portant sur toute la population est réalisée tous les cinq ans, les populations de référence des années intermédiaires étant quant à elles estimées par interpolation ou extrapolation. Pour la commune, le premier recensement exhaustif entrant dans le cadre du nouveau dispositif a été réalisé en 2006.

En 2022, la commune comptait 948 habitants, en évolution de +1,83 % par rapport à 2016 (Indre-et-Loire : +1,67 %, France hors Mayotte : +2,11 %).
| 1793  | 1800  | 1806  | 1821  | 1831  | 1836  | 1841  | 1846  | 1851  |
| ----- | ----- | ----- | ----- | ----- | ----- | ----- | ----- | ----- |
| 1 500 | 1 583 | 1 459 | 1 561 | 1 626 | 1 598 | 1 517 | 1 440 | 1 384 |

| 1856  | 1861  | 1866  | 1872  | 1876  | 1881  | 1886  | 1891  | 1896  |
| ----- | ----- | ----- | ----- | ----- | ----- | ----- | ----- | ----- |
| 1 303 | 1 326 | 1 324 | 1 257 | 1 239 | 1 197 | 1 170 | 1 112 | 1 053 |

| 1901  | 1906  | 1911 | 1921 | 1926 | 1931 | 1936 | 1946 | 1954 |
| ----- | ----- | ---- | ---- | ---- | ---- | ---- | ---- | ---- |
| 1 054 | 1 055 | 954  | 864  | 877  | 837  | 829  | 806  | 812  |

| 1962 | 1968 | 1975 | 1982 | 1990 | 1999 | 2006 | 2011 | 2016 |
| ---- | ---- | ---- | ---- | ---- | ---- | ---- | ---- | ---- |
| 833  | 836  | 681  | 712  | 862  | 870  | 859  | 953  | 931  |

| 2021 | 2022 | - | - | - | - | - | - | - |
| ---- | ---- | - | - | - | - | - | - | - |
| 932  | 948  | - | - | - | - | - | - | - |

### Enseignement
Benais se situe dans l'Académie d'Orléans-Tours (Zone B) et dans la circonscription de Langeais. L'école élémentaire de la commune accueille les élèves du CP au CM2.

## Culture locale et patrimoine

### Lieux et monuments
- L'église Saint-Germain dont l'origine date du XIIe siècle est classée monument historique[45].
- Le château du XVIe siècle est inscrit à l'inventaire des monuments historiques[46].

### Personnalités liées à la commune
- Pierre de Benais (? à Benais-1306), évêque de Bayeux.